# Bolívar (metropolitana di Buenos Aires)
Bolívar è una stazione della linea E della metropolitana di Buenos Aires. Si trova sotto avenida Presidente Julio Argentino Roca, nel tratto compreso tra le calle Bolívar e Perú, a pochi metri da Plaza de Mayo, nel barrio di Monserrat. 
È un'importante stazione di scambio perché permette l'accesso a quella di Perú della linea A e quella di Catedral della linea D. 

## Storia
La stazione fu inaugurata il 24 aprile 1966, quando fu attivato il segmento Constitución-Bolívar della linea E. Sino al 24 giugno 2019, data in cui fu aperto il tratto Bolívar-Retiro, era capolinea della linea E.

## Interscambi
Nelle vicinanze della stazione effettuano fermata diverse linee di autobus urbani ed interurbani.
- Fermata metropolitana (Perú, linea A)
- Fermata metropolitana (Catedral, linea D)
- Fermata autobus

## Servizi
La stazione dispone di:
- Biglietteria a sportello
- Biglietteria automatica